# Александрійський мусейон
Александрійський мусейон (грец. Μουσείο της Αλεξάνδρειας, Μουσείο — храм муз, пізніше музей) — один з головних наукових і культурних центрів елліністичного світу, заснований в Александрії на початку III століття до н. е. при перших Птолемеях з ініціативи учня Арістотеля Деметрія Фалерського.
В Александрійському мусейоні жили і працювали вчені багатьох галузей науки, запрошені з різних країн Середземномор'я. Очолював Александрійський мусейон жрець вищого рангу, який призначався особисто Птолемеями, потім римськими імператорами. Вчені, що працювали в мусейоні, перебували на повному утриманні Птолемеїв (потім римських імператорів). Найбільшого розквіту мусей досягнув у 3 столітті, а за окремими науками — до 3-2 століть до н. е. Великі успіхи були досягнуті в математиці, астрономії, природознавства, географії, медицині, а також філології та граматики.
При Александрійському мусейоні була заснована та діяла Александрійська бібліотека. Також до мусейону входили вища школа, астрономічна обсерваторія, анатомічний театр і низка інших наукових установ. У римський період (після 30 до н. е.) Александрійський мусейон поступово втрачає значення. У 272/273 за правління імператора Авреліана мусейон був зруйнований.

## Вчені, що працювали в мусейоні
Математики
- Архімед
- Евклід
- Ератосфен

Астрономи
- Аристарх Самоський
- Клавдій Птолемей

Філософи
- Філон
- Плотін
- Гіпатія

Поети
- Каллімах
- Феокріт